# Okczyn
Okczyn es un pueblo ubicado en la gmina Kodeń, distrito de Biała Podlaska, voivodato de Lublin, Polonia.

## Superficie
Cuenta con una superficie de 12,01 kilómetros cuadrados.

## Demografía
Hasta 2011 la población era de 134 habitantes, con una densidad de población de 11,16 habitantes por kilómetro cuadrado. Estaba conformada por 66 hombres (49,3%) y 68 mujeres (50,7%), según el censo de la Oficina Central de Estadística.